# Шомиково
Шо́миково (чув. Шомик) — деревня в Моргаушском районе Чувашской Республики Российской Федерации. Входит в состав Кадикасинского сельского поселения. 

## Название
Название деревни произошло от личного имени Шуми́к / Шоми́к.

### Исторические названия
Выселок д. Пе́рвая Киня́рская (ныне — Анат-Киняры Чебоксарского района), Шумиккасы́ (1859), Шоми́к-касы́ (1897). 

## Физико-географическая характеристика

### Географическое положение
Расстояние до Чебоксар 29 км, до райцентра 30 км, до железнодорожной станции 29 км.

### Уличная сеть
Улицы: Анаткасы, СНТ Берёзка, Заовражная, Кинярская, Лесная, Маяк Территория СНТ, Маяк Садовое некоммерческое товарищество, Новая, Полевая, Пошкары, Ториково, Шомиково.

### Климат
Деревня расположена в зоне умеренно континентального климата с продолжительной холодной зимой и тёплым, иногда жарким, летом. Наиболее солнечным является период с апреля по август.

### Растительный и животный мир
Деревня расположена рядом с рекой Волгой и лесом.
Из лесной фауны: ёж, крот и другие виды. Объектами охоты являются белка, заяц, куница, лиса, лось, кабан, лесной хорёк. Много видов птиц, в их числе: сова, ястреб, клёст, снегирь, ласточка, жаворонок, стриж, а также другие.
Растительность представлена лесом, кустарниковыми зарослями по пойме реки, лугами, культурной растительностью полей и участками естественной степной растительности.
В лесу и на лугах произрастают съедобные ягоды: малина, брусника, земляника, клюква, костяника, рябина, смородина, черника, калина, морошка, а также съедобные растения — тмин, щавель. В лесу много грибов: грузди, опята, лисички, сморчки, подберёзовики, маслята, белый гриб, а также мухоморы, поганки, множество других.

## История
В 1899 году в деревне Пошкары открыта церковноприходская школа. В 1928 году совместно с деревнями Кадикасы, Пошкары жители деревни образовали колхоз «Колос». 
В 1963 году в состав Шомикова включены деревни Анаткасы́, Пошка́ры, То́риково. 

### Административно-территориальная принадлежность
В XIX веке и до 1920 года деревня находилась в составе Сюндырской волости Козьмодемьянского уезда, 

в 1920—1927 гг. в составе Чебоксарского уезда, 

в 1927—1939 гг. Татаркасинского района, 

в 1939—1962 гг. в составе Сундырского района, 

в 1962—1964 гг. в составе Чебоксарского района,

с 1964 года в составе Моргаушского района. 

## Население
| 2010 | 2012 |
| ---- | ---- |
| 795  | ↘656 |

Жители православного вероисповедания.

Жители — чуваши, до 1866 государственные крестьяне; занимались земледелием, животноводством, портняжным промыслом, лозоплетением, бурлачеством, лесоразработками, извозом, рыболовством. 

В 1859 году в околотке Шумик-касы насчитывалось 20 дворов (54 мужчины, 73 женщины) казённых крестьян,  в околотке Анат-касы — 22 двора (59 мужчин, 55 женщин) казённых крестьян, в околотке Пошкар — 23 двора (57 мужчин, 57 женщин) казённых крестьян, в околотке Торик-касы — 16 дворов (41 мужчина, 49 женщин) казённых крестьян, все населённые пункты — при речки Киня́рке

По данным переписи населения Российской империи 1897 года в деревне Шомик-касы Сюндырской волости Козьмодемьянского уезда проживало 180 человек обоего пола, чуваши; в деревне Анат-касы — 218 человек обоего пола, чуваши; в деревне Пашкары — 209 человек обоего пола, чуваши; в деревне Торик-касы — 105 человек обоего пола, чуваши.

По данным Всероссийской переписи населения 2002 года численность жителей деревни составляла 775 человек, численно преобладающая национальность — 94% — чуваши.

## Экономика

### Местное хозяйство
С момента образования деревни жители занимались различными видами сельскохозяйственной деятельности.
Традиционными видами деятельности считаются лесоразработка, хлебопечение, маслоделие, птицеводство, скотоводство, коневодство, бортничество. Многие жители также работают в организациях Чебоксарах.
В частном приусадебном хозяйстве жители в основном заняты огородничеством, представленным такими культурами, как: картофель, свёкла обыкновенная, свёкла кормовая, капуста, подсолнечник, морковь, земляника, топинамбур, помидоры, огурцы, хрен, лук, чеснок, укроп и другие виды. Насекомые, наносящие вред в огородничестве, главным образом представлены белянкой и колорадским жуком. Развито хмелеводство. Садоводство развивается различными сортами яблони, крыжовника, малины, смородины, сливы и др.
Жители имеют возможность заготовлять лекарственные растения, грибы, лесные орехи (лещина), лесные и полевые ягоды, чагу, берёзовый сок. Популярны охота и рыболовство. Скотоводство представлено выращиванием крупного рогатого скота (коровы), овец, коз. Также разводят свиней, пчёл, кроликов. Почти в каждом дворе — домашняя птица: гуси, утки, куры.

### Социально-бытовое обслуживание
Ближайшие предприятия торговли, представленные магазинами потребительской кооперации и индивидуальных предпринимателей, расположены в самой деревне.

### Связь
Деревня телефонизирована. Доступна сотовая связь, обеспечиваемая операторами «Билайн», «МегаФон» и «МТС». Доступны телевизионные передачи телеканалов: «Первый канал», «Россия», «Культура», НТВ, ТВ Центр. Население также использует эфирное телевидение, позволяющее принимать национальный телеканал компании ГТРК «Чувашия» на чувашском и русском языках.

## Инфраструктура
Функционирует ОАО «Птицефабрика «Моргаушская» (2010). 

Имеются основная общеобразовательная школа, клуб, библиотека, психоневрологический интернат, 2 магазина, кафе.

Географическая станция ЧГУ им. И.Н. Ульянова, детские лагеря отдыха. 

## Памятники и памятные места
- Памятник воинам, павшим в годы Великой Отечественной войны 1941—1945 гг.[9].

## Транспорт
Автобусное сообщение с райцентром. Остановка общественного транспорта «Шомиково». 